# Nirvana (альбом Инны)
Nirvana — пятый студийный альбом румынской исполнительницы INNA. Релиз состоялся 11 декабря 2017 года под руководством лейблов Global Records и Universal Music Group в партнёрстве с сетью супермаркетов «LIDL». Для записи данного лонгплейя Инна сотрудничала с несколькими композиторами, включая Marcel Botezan, Sebastian Barac, Thomas Troelsen, Alex Cotoi и Vlad Lucan. Альбом был полностью записан на студии Global Records. Nirvana был описан как поп-альбом, сменяющийся нотами EDM, Рэггетона и R&B с латинским ладом, а так же клубной и тропической музыкой.
После своего выхода, альбом получил положительные отзывы от музыкальных критиков, которые отметили, что Инна продемонстрировала свою многогранность как артист, в то время как другие критики говорили, что её новые песни очень похожи на материал прошлых лет. В поддержку альбома вышло 3 сингла: Gimme Gimme, Ruleta, записанная при участии румынского исполнителя Erick и одноимённый трек Nirvana, которые были выпущены в 2017 году и завоевали коммерческий успех в некоторых странах Европы. К примеру, сингл Ruleta стал #1 в Литве и #3 в Румынии. Что касаемо самого альбома, то к сожалению, он не смог попасть в чарт ни одной из стран.

## Предыстория и релиз альбома
В апреле 2017 годы было объявлено, что Инна работает с испанским диджеем Саком Ноэлем, который ранее создавал ремикс на её сингл «Gimme Gimme» (2016). Так же была опубликована информация о том, что певица работает над пятым студийным альбомом с продюсером David Ciente и румынской певицей, а так же писательницей Irina Rimes, соответственно. 23 ноября 2017 года на своей страничке в Instagram Инна опубликовала пост с обложкой и названием нового альбома. В данной публикации певица подписала: «Nirvana для меня имеет очень простой смысл. Это 'круто', потому что мой новый альбом 'реаааально круто!'[…] Моя Nirvana — это моя семья и команда, […]когда я выступаю на сцене и вижу их счастливые лица […] [и] музыка делает людей счастливыми. Я надеюсь, что этот альбом поможет вам обрести радость и душевное спокойствие в этом хаосе, под названием 'Жизнь'. Пусть даже немного! Но это Nirvana!».
Продюсерами альбома выступили Marcel Botezan, Sebastian Barac, Thomas Troelsen, Alex Cotoi и Vlad Lucan; он был полностью записан на студии Global Records. 27 ноября 2017 года Инна представила трек-лист на своей странице в Facebook. Релиз Nirvana состоялся 11 декабря 2017 года в Румынии на лейблах Global Records и Universal Music Group в партнёрстве с сетью супермаркетов «LIDL». Его цена составляла 19.99 lei (5.27$). В дату релиза альбома в своём Instagram певица написала: «Сегодня! Мой альбом Niravana официально доступен! Наслаждайтесь!». В сентябре 2018 года состоялся релиз Японской версии альбома, куда вошёл трек «We Wanna» (2015), записанный при участии Alexandra Stan и Daddy Yankee.
10 декабря 2020 года, спустя три года после релиза альбома, Инна опубликовала на своём официальном аккаунте в SoundCloud Делюкс-издание, куда вошли ранее выпущенный сингл «Heaven» (2016), промо-сингл «Say It With Your Bod» (2016) и сингл «No Help» (2018).

## Композиции
Nirvana — поп-альбом; открывает его песня Ruleta, дуэтная работа Инны и румынского исполнителя Erick, которая исполняется сразу на двух языках — английском и испанском в стиле EDM под влиянием рэггетона с нотами 'Индийской' и 'Карибской' музыки. Второй трек Gimme Gimme — поп-трек, сочетающий в себе ноты Bollywood, Indian и Gypsy-style. Третий трек My Dreams позаимствовал сэмпл британской группы Touch and Go из песни Would You…? 1998 года. Четвёртый трек -
Tropical, сопровождается музыкой саксофона и мужским рэгги-бэк-вокалом в придачу; Jonathan Currinn из «CelebMix» назвал песню одной из ключевых моментов альбома.
Части 'тропической' поп-песни Hands Up демонстрируют нам фальцет голоса Инны, и её любимую тематику — содержание метафор в тексте, в то время, как одноимённый трек Nirvana — 'латинские' ноты с клубным битом в испанской рэп-части песни. В треке Don’t Mind ведущим стилем является R&B, в сопровождении текста на английском и испанском языках, а затем следует трек Lights, который сопровождается 'Африканской' музыкой. Currinn писал, что все эти песни позволили продемонстрировать Инне свою многогранность и умение разнообразить стиль своей музыки. Песню Lights, он сравнил с песней La Fuega румынской исполнительницы Александры Стан, из её третьего студийного альбома ALESTA 2016 года, написав: «Этот трек словно „Marmite“; некоторым людям она может понравится, а некоторых она может раздражать.» Raluca Chirilă из «InfoMusic» предложил рассмотреть данный трек для его релиза как 'самостоятельный' сингл. Альбом закрывают: 'тропический' трек Dream About The Ocean, который имеет 'стиль океанской волны', а текст предаёт уверенность в себе и 3 баллады на румынском языке — Nota de plată в сотрудничестве с группой The Motans, Cum ar fi? и Tu și Eu в сотрудничестве с Carla's Dreams.

## Рецензии и критика
Музыкальные критики положительно приняли альбом. Jonathan Currinn из «CelebMix» дал положительный отзыв по отношении к Nirvana и озвучил, что «Каждый трек удивительный и отличается друг от друга». Он сравнил трек «Hands Up» с «Endless» (2011), «Nirvana» с «Bop Bop» (2015) и «Heaven» (2016), «Don’t Mind» сравнил c некоторым материалом барбадосской певицей Рианны, а «Dream About The Ocean» с песней Инны «Walking On The Sun» из её одноимённого четвёртого студийного альбома 2015 года. Currinn так же выделил ключевые моменты и в заключении добавил: «Весь этот альбом — отличная коллекция треков, которые по-настоящему демонстрируют многогранность Инны как исполнителя. Она поистине ошеломляет.» Редактор французского сайта «Just Focus» оценил альбомные синглы и некоторые отдельные треки, хотя раскритиковал отсутствие оригинальности в остальных песнях. Он написал: «Некоторые треки действительно хорошо звучат, но остальные без какой-либо оригинальности. Пришло время, что бы развиваться, как другие исполнители, например, Lady Gaga, Rihanna, Kesha и т. д. Музыка Инны всегда будет принята, но использования одной и той же формулы недостаточно, особенно в данный период времени, когда многие исполнители следуют инновациям в музыкальной индустрии».

## Синглы
Gimme Gimme — лид-сингл в поддержку данного альбома. Релиз трека состоялся 1 февраля 2017 года. Песня была написана самой Инной в соавторстве с Breyan Isaac и Elena Luminița Vasile. Продюсерами выступили Sebastian Barac, Marcel Botezan и David Ciente. Характерное описание песни — поп-трек, сочетающий в себе ноты "болливудского", "индийского" и "цыганского" звучания, сопровождающийся 'простым, но содержательным' романтическим текстом. Музыкальные критики положительно приняли песню, назвав её 'летней', но не подходящей для клубов. Особый коммерческий успех трек получил в таких странах как Румыния, Турция, Франция, Польша и Британия, попав в ТОП-20 музыкальных чартов. 16 февраля Инна представила песню на волнах румынского радио «Kiss FM», а 5 апреля на «Radio ZU». Трек дебютировал с 94-й строчки в румынском чарте Airplay 100 на первой недели и поднялся на 45 мест вверх до 49-го места на второй неделе. Сингл продолжил подниматься вверх чарта и на 9 апреля добрался до 16-й строчки. 17 марта во французском чарте Club 40 сингл дебютировал с 25-й строчки, а 14 апреля поднялся вверх и достиг 17-й строчки. Сингл так же достиг 5-й строчки в Турции, 24-й в строчки в чарте Dance Top 50 Польши и 3-й строчки на «Музыкальной Недели» Коммерческого Поп Чарта. Премьера видеоклипа состоялась совместно с релизом песни — 1 февраля 2017 года. Режиссёром видео выступил Edward Aninaru, работавший над ранними клипами Инны WOW (2012) и INNdiA (2012). Съёмки начались в Октябре 2016 года и проходили в Сан-Мигель-де-Альенде, Мексика, там же, где снимали клип на сингл Bad Boys (2016).
Ruleta — второй официальный сингл в поддержку данного альбома. Релиз трека состоялся 21 июня 2017 года и был записан при участии румынского исполнителя Erick. Песня исполняется одновременно на двух языках — английском и испанском. Она была написана самой Инной в соавторстве с Erick, Marius Dia и Breyan Isaac. Продюсерами выступили Sebastian Barac, Marcel Botezan и David Ciente. Характерное описание песни — в стиле EDM под влиянием рэггетона с нотами 'Индийской' и 'Карибской' музыки. Музыкальные критики приняли трек очень положительно, восхваляя её летний стиль и коммерческую привлекательность. Особый коммерческий успех трек получил в таких странах как Литва (#1), Румыния и Турция (попал в ТОП-5). 30 июня Инна Erick представили песню на волнах румынских радиостанциях «Kiss FM» и «Radio ZU». Трек дебютировал с 32-й строчки в румынском чарте Airplay 100 на первой недели как новинка. Позже, в августе этого же года, сингл достиг своего пикового места под #3, не дотянув до популярности сингла Bop Bop (2015), который был на пиковом месте под #2. Так же, Ruleta дебютировал с 39-й строчки французского чарта Club 40 на первой недели и поднялся до 26-й строчки на следующей неделе. Премьера видеоклипа состоялась совместно с релизом песни — 21 июня 2017 года. Режиссёром видео выступил Barna Nemethi совместно Marius Apopei, выступающим в качестве режиссёра по фотографии. Съёмки проходили на курорте «Domeniul Greaca», Румыния. За одну неделю видеоклип набрал 7 млн просмотров, а позже 11 млн за 11 дней.
Nirvana — третий официальный сингл в поддержку данного альбома. Релиз трека состоялся 28 ноября 2017 года. Песня была написана самой Инной в соавторстве с Thomas Troelsen. Продюсерами выступили Sebastian Barac, Marcel Botezan, David Ciente, Vlad Lucan и Thomas Troelsen. Характерное описание песни — 'латинские' ноты с клубным битом в испанской рэп-части песни. Музыкальные критики, в целом, отнеслись положительно к танцевальной 'природе' сингла и предсказывали ему коммерческий успех, хотя некоторые считали, что он уступает предыдущему синглу певицы. Особый коммерческий успех трек получил в таких странах как Литва и Турция (попал в ТОП-10), а так же в Румынии (попал в ТОП-20). 8 декабря 2017 года Инна представила песню в 7-м сезоне проекта «Vocea României», вместе с Ruleta. Премьера видеоклипа состоялась совместно с релизом песни — 28 ноября 2017 года. Режиссёром видео выступил Bogdan Păun совместно с Alexandru Mureșan, выступающим в качестве режиссёра по фотографии.
Так же, в поддержку альбома было выпущено 3 промосингла на румынском языке: Nota de plată в сотрудничестве с группой The Motans, Cum ar fi? и Tu și Eu в сотрудничестве с Carla's Dreams. На все промосинглы были сняты видеоклипы.

## Список композиций
| №                   | Название                                    | Автор(ы)                                     | Продюсеры | Длительность |
| ------------------- | ------------------------------------------- | -------------------------------------------- | --- | ------------ |
| 1.                  | «Ruleta» (featuring Erick)                  | INNA Erik Tchatchoua Breyan Isaac Marius Dia | Sebastian Barac Marcel Botezan David Ciente                                                                    | 3:18         |
| 2.                  | «Gimme Gimme»                               | INNA Isaac Elena Luminița Vasile             | Barac Botezan Ciente                                                                                           | 2:57         |
| 3.                  | «My Dreams»                                 | Thomas Troelsen Ali Tamposi Sam Martin       | Vlad-Octavian Lucan James Neil Lynch Martin Alexander Graham Patrick Wills Fleming Troelsen David Lowe Tamposi | 3:11         |
| 4.                  | «Tropical»                                  | Rico Greene Anouk Hendriks                   | Mo Alitou Joel MacDonald                                                                                       | 3:14         |
| 5.                  | «Hands Up»                                  | Annalisa Morelli Alina Smith                 | Barac Botezan Jens Siversted Jonas Wallin Noonie Bao Wyclef Jean                                               | 3:04         |
| 6.                  | «Nirvana»                                   | INNA Troelsen                                | Barac Botezan Ciente Lucan Troelsen                                                                            | 3:14         |
| 7.                  | «Don't Mind»                                | INNA Isaac                                   | Barac Botezan Ciente                                                                                           | 3:14         |
| 8.                  | «Lights»                                    | INNA Paris Jones                             | Ciente Barac Botezan                                                                                           | 2:33         |
| 9.                  | «Dream About The Ocean»                     | INNA Luisa-Ionela Luca                       | Alexandru Cotoi Bodea Costin Luca                                                                              | 3:12         |
| 10.                 | «Nota de plată» (The Motans featuring INNA) | Irina Rimes Denis Roabes                     | Rimes Roables Damian Rusu Cotoi Bodea                                                                          | 3:15         |
| 11.                 | «Cum ar fi?»                                | INNA Rimes                                   | Cotoi Constantin Sava                                                                                          | 3:19         |
| 12.                 | «Tu și eu» (Carla's Dreams featuring INNA)  | Carla's Dreams Cotoi                         | Carla's Dreams Cotoi                                                                                           | 3:11         |
| Общая длительность: | Общая длительность:                         | Общая длительность:                          | Общая длительность:                                                                                            | 37:42        |

| №                   | Название                                        | Автор(ы)                                             | Продюсеры           | Длительность |
| ------------------- | ----------------------------------------------- | ---------------------------------------------------- | ------------------- | ------------ |
| 10.                 | «We Wanna» (with Alexandra Stan & Daddy Yankee) | Andreas Schuller Jacob Luttrell Troelsen Ramon Ayala | Schuller Troelsen   | 3:53         |
| 11.                 | «Ruleta» (Depierro Remix)                       |                                                      |                     | 3:20         |
| 12.                 | «Nirvana» (Asher Remix)                         |                                                      |                     | 3:39         |
| Общая длительность: | Общая длительность:                             | Общая длительность:                                  | Общая длительность: | 10:12        |

| №                   | Название                | Автор(ы) | Продюсеры                                                                                           | Длительность |
| ------------------- | ----------------------- | --- | --------------------------------------------------------------------------------------------------- | ------------ |
| 13.                 | «Heaven»                | Andreas Schuller Leroy Clampitt Sebastian Barac Marcel Botezan Laila Samulesen Trey Campbell Theea Eliza Miculescu | Sebastian Barac Marcel Botezan                                                                      | 3:26         |
| 14.                 | «Say It With Your Body» | | | 3:00         |
| 15.                 | «No Help»               | INNA Breyan Isaac                                                                                                  | Zack Knight Breyan Isaac Tinashe Sibanda Willie Tafa Philip Kembo Alexander Izquierdo Khaled Rohaim | 3:02         |
| Общая длительность: | Общая длительность:     | Общая длительность:                                                                                                | Общая длительность:                                                                                 | 9:28         |

## Сэмплы из других треков
- My Dreams содержит в себе сэмпл песни Would You…? (1998) группы Touch and Go .

## История релиза
| Регион  | Дата             | Формат               | Лейбл        |
| ------- | ---------------- | -------------------- | ------------ |
| Румыния | 11 декабря 2017  | CD                   | Global / UMG |
| Мир     | 11 декабря 2017  | Цифровая дистрибуция | Global       |
| Япония  | 26 сентября 2018 | Цифровая дистрибуция | Global       |